# Безымянный сериал об Аркхеме
Безымянный телесериал, основанный на комиксах издательства DC о лечебнице Аркхем, создавался Мэттом Ривзом для стримингового сервиса Max. Проект производился компаниями 6th & Idaho и DC Studios совместно с Warner Bros. Television Studios и должен был стать частью медиафраншизы «Вселенная DC». Шоураннер и режиссёр сериала — Антонио Кампос.
В июле 2020 года стриминговый сервис HBO Max заказал у Ривза спин-офф фильма «Бэтмен» (2022) в формате сериала о Департаменте полиции Готэм-Сити. В связи с творческими проблемами к марту 2022 года работа над сериалом о полиции Готэма была поставлена на паузу, и тогда Ривз заявил, что вместо него он начинает работу над другим сериалом, основанном на Аркхеме. Кампос стал сценаристом и режиссёром в октябре того же года, а Ривз начал разрабатывать сериал как проект для «Вселенной DC». В июле 2024 года работу над проектом поставили на паузу.
Премьера сериала должна была состояться на сервисе Max, преемнике HBO Max.

## Синопсис
Сериал должен был рассказать историю государственной больницы «Аркхем» и истории становления некоторых её пациентов.

## История создания

### Замысел
В июле 2020 года стриминговый сервис HBO Max заказал у режиссёра фильма «Бэтмен» (2022) Мэтта Ривза спин-офф его проекта в формате сериала. Это должна была быть полицейская драма о Департаменте полиции Готэм-Сити, являющаяся приквелом к «Бэтмену» и рассказывающая о коррупции в городе и полиции. В августе 2021 года было упомянуто рабочее название проекта — «Аркхем». В марте 2022 года Ривз заявил о прекращении работы над сериалом о полиции Готэма. По его словам, это связано с творческими разногласиями с HBO относительно главных действующих лиц проекта, коррумпированных полицейских, и в связи с этим компания предложила режиссёру заняться проектами об уже существующих персонажах из комиксов. Ривз заявил, что во время работы над сериалом о полиции Готэма к нему пришла идея создания проекта о лечебнице Аркхем, психиатрической больнице в Готэме, где живёт большинство врагов Бэтмена. В августе Ривз продлил контракт с компанией Warner Bros. Television Studios, совместно с которой он разрабатывал другой спин-офф своего фильма, сериал «Пингвин» (2024). На тот момент было неясно, будет ли работа над сериалом об Аркхеме продолжаться с учётом того, что компания Warner Bros. Discovery (WBD), новый владелец Warner Bros., отменила выход практически завершённого фильма «Бэтгёрл», входящего в состав медиафраншизы «Расширенная вселенная DC» и создававшегося специально для HBO Max, и решила не выпускать на сервисе мультсериал «Бэтмен: Крестоносец в маске», который продюсировал Ривз.
В октябре 2022 года сценаристом, режиссёром, а также шоураннером и исполнительным продюсером сериала стал Антонио Кампос. Исполнительными продюсерами также стали Дэниел Пипски и Адам Кассан из компании 6th & Idaho, а соисполнительным продюсером был назначен Рафи Крон. Дилан Кларк также был прикреплён к проекту в должности исполнительного продюсера. В то же время стало известно, что работа над сериалом о полиции Готэма продолжается и что они с сериалом об Аркхеме будут двумя отдельными проектами. В том же месяце Джеймс Ганн и Питер Сафран стали руководителями компании DC Studios, после чего Ганн заявил, что студия будет следить за производством всех будущих проектов DC и что он уже обсуждал с Ривзом его работы. Одним из первых питчингов, проведённых DC Studios, стала презентация сериала об Аркхеме. Анонсируя первые проекты новой медиафраншизы «Вселенная DC» в январе 2023 года, Ганн заявил, что все будущие проекты, не связанные с основным каноном вселенной, будут выходить под лейблом «DC Elseworlds». Издательство DC Comics схожим образом использует импринт Elseworlds, выпуская истории, не связанные с основными сюжетными линиями. Под этой торговой маркой будут выходить все проекты общей вселенной Бэтмена от Ривза, и в их число должен был войти и сериал об Аркхеме. Однако в декабре Ганн рассказал о том, что Ривз разрабатывает сериал об Аркхеме для «Вселенной DC» и что тот будет и дальше создавать проекты как для своей вселенной Бэтмена, так и для киновселенной Ганна. В июле 2024 года появилась информация о том, что сервис Max, преемник HBO Max, прекратил работу над сериалом. Тем не менее создатели имели возможность начать работу над новым проектом о Готэме.

### Написание сценария
Ривз изначально заявлял, что сериал будет построен на образе Аркхема из «Бэтмена» и в нём будут исследованы связанные с лечебницей персонажи. Ему хотелось, чтобы Аркхем воспринимался в сериале как отдельный персонаж, аналогично Готэму в фильме, сравнивая проект с фильмами ужасов, а сам Аркхем — с домом с призраками.

## Премьера
Премьера сериала должна была состояться на стриминговом сервисе Max.